# Джибладзе Георгій Миколайович
Георгій Миколайович Джибладзе (10 травня 1913, місто Кутаїс, тепер Кутаїсі, Грузія — 23 вересня 1989, місто Тбілісі, тепер Грузія) — грузинський радянський державний діяч, секретар ЦК КП Грузії, міністр освіти Грузинської РСР. Член ЦК і Бюро ЦК КП Грузії. Депутат Верховної ради Грузинської РСР 3—5-го і 7—10-го скликання. Доктор філологічних наук (1952), професор (1955), дійсний член Академії педагогічних наук РРФСР (10.12.1959), академік Академії наук Грузинської РСР (1960), дійсний член Академії педагогічних наук СРСР з відділення теорії та історії педагогіки (9.08.1967).

## Життєпис
Народився в родині Ніколозі (Миколи) Джибладзе, який був одним з ветеранів грузинської авіації. Мати — Івліта Кікалейшвілі, за професією медсестра, померла в 1919 році.
У 1930 році закінчив середню школу в Кутаїсі. У 1933 році закінчив філологічний факультет Тифліського державного університету.
З 1932 року працював у редакції газети «Ахалгазрда комуністі». З 1935 року — викладач Кутаїського державного педагогічного інституту.
Член ВКП(б) з 1939 року.
На 1949—1950 роки — заступник завідувача відділу пропаганди та агітації ЦК КП(б) Грузії.
На 1952 рік — секретар Тбіліського міського комітету КП(б) Грузії.
У вересні 1953 — 28 квітня 1960 року — міністр освіти Грузинської РСР.
28 квітня 1960 — 27 вересня 1961 року — секретар ЦК КП Грузії.
У 1963—1980 роках — міністр вищої та середньої спеціальної освіти Грузинської РСР; завідувач кафедри журналістики та естетики Тбіліського державного університету.
У 1980—1989 роках — віцепрезидент Академії наук Грузинської РСР.
Розробляв проблеми теорії мистецтва, романтизму та реалізму, актуальні питання літератури, класичної спадщини, вивчав творчість І. Чавчавадзе, А. Церетелі, Г. Еріставі, Д. Чонкадзе, Ол. Казбегі, Важі-Пшавели, М. Джавахішвілі, Ш. Дадіані, Л. Кіачелі, Г. Табідзе, Г. Леонідзе, І. Гришашвілі. Член головної редакції «Дитячої енциклопедії». Автор праць «Проблема прекрасного у природі та творчості» (1940), «Нариси художньої творчості» (1946), «Мистецтво та дійсність» (1955), «Питання естетичної теорії» (1961), «Критичні етюди» (т. 1-4, 1955-1963).
Помер 23 вересня 1989 року в Тбілісі.

## Нагороди
- два ордени Леніна
- орден Жовтневої Революції
- три ордени Трудового Червоного Прапора
- орден «Знак Пошани»
- медаль «За оборону Кавказу»
- медаль «За доблесну працю у Великій Вітчизняній війні 1941—1945 рр.»
- медалі
- Премія Грузинської РСР імені Якова Гогебашвілі (1969)
- Державна премія Грузинської РСР імені Шота Руставелі (1987, за монографію про І.Г. Чавчавадзе)
- Заслужений діяч науки Грузинської РСР (1963)